# Condado de DeWitt (Illinois)
O Condado de De Witt é um dos 102 condados do Estado americano de Illinois. A sede do condado é Clinton, e sua maior cidade é Clinton. O condado possui uma área de 1 049 km² (dos quais 20 km² estão cobertos por água), uma população de 16 798 habitantes, e uma densidade populacional de 16 hab/km² (segundo o censo nacional de 2000). O condado foi fundado em 1 de março de 1839.